# The Trout Inn

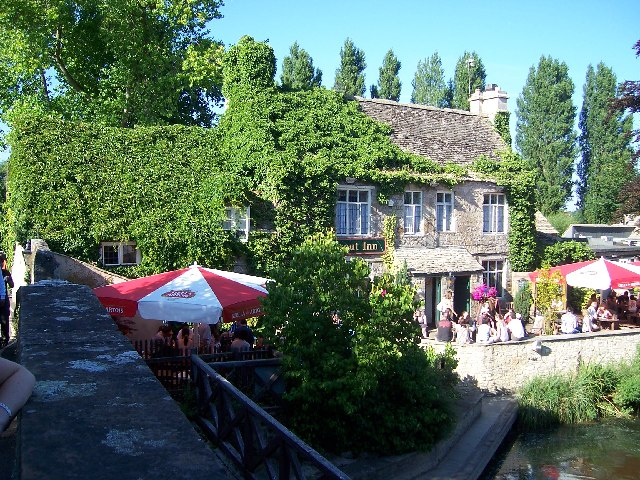
The Trout Inn

The Trout Inn (bekannt auch als The Trout) ist ein historischer Pub bei Wolvercote nördlich von Oxford, nahe der Godstow Bridge und dem Godstow Lock. Der Pub liegt direkt an der Themse.
Das The Trout Inn ist ein Grade II geschütztes Baudenkmal, das im Wesentlichen auf das 17. Jahrhundert zurückgeht. Einige Änderungen und Ergänzungen stammen aus dem 18. Jahrhundert. Eine hölzerne Fußgängerbrücke am Pub ist ebenfalls ein Grade II geschütztes Bauwerk.

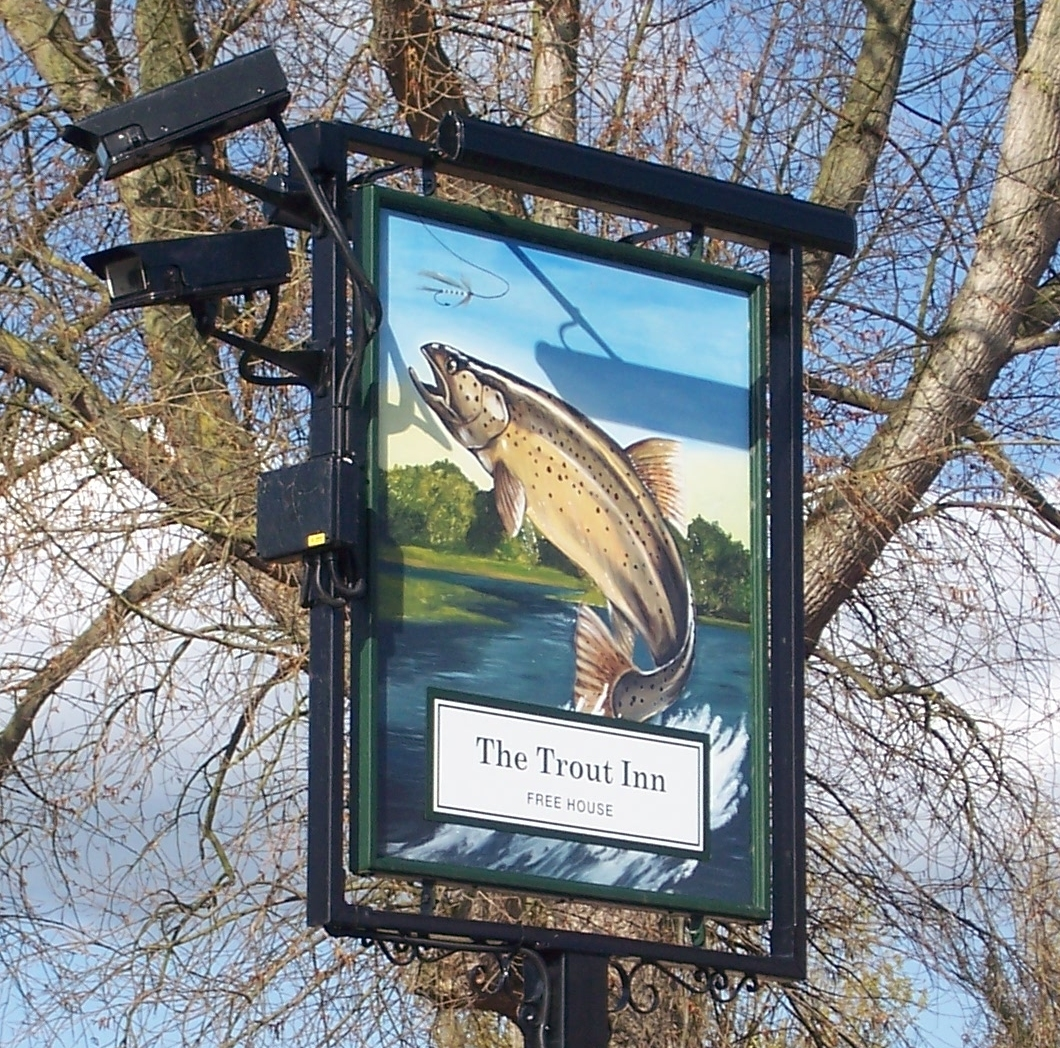
The Trout Inn Schild

Der Pub wird in Evelyn Waughs Erzählung Wiedersehen mit Brideshead erwähnt, sowie in Colin Dexters Inspektor-Morse-Serie, die in Oxford und seiner Umgebung spielt. Ex-US-Präsident Bill Clinton und seine Tochter Chelsea besuchten das Pub 2001, als sie am University College studierte.
In Philip Pullmans Roman „La Belle Sauvage“ (dt. „Über den wilden Fluss“) stellt der Pub einen der Haupthandlungsschauplätze dar; er wird dort als „Gasthaus zur Forelle“ bezeichnet.